# 분당선
분당선(盆唐線)은 서울특별시 동대문구의 청량리역과 경기도 수원시 팔달구의 수원역을 잇는 한국철도공사의 철도 노선이며 수도권 전철 수인·분당선의 일부이다. 초창기에는, 서울특별시 강남구와 경기도 성남시 분당구를 이을 목적으로 건설되었으나, 단계적인 구간 연장으로 수원, 용인 및 한강 이북 지역을 잇는 간선 교통 역할을 담당하게 되었고, 2020년 9월 12일 수원역에서 이어지는 수인선의 전 구간 개통에 따른 양 노선 상호 직결 운행 개시로 인해 수도권 전철 수인·분당선으로 편입되어 현재 직결 운행 중이다. 통행 방향은 어디서든 좌측통행이다.

## 개요
분당선은 1980년대 말 ~ 1990년대 초 노태우 정부의 핵심 공약으로, 수도권 5대 신도시 (군포 산본, 안양 평촌, 성남 분당, 고양 일산, 부천 중동) 건설에 따른 교통난 해소의 일환으로 추진된 노선이며, 이 중 분당신도시 개발 계획에서 가장 핵심적인 교통 수단으로, 본래 분당 지역의 오리역부터 왕십리역까지 전 구간 동시 개통하는 것으로 예정되어 있으나 수서 ~ 오리 구간만 1차적으로 착공하여 1994년 9월 1일에 개통되었으며, 이후 지속적으로 연장되어, 현재와 같은 왕십리역에서 수원역까지 구간으로 연장되었다.
분당선 1단계 구간 (수서~오리) 완공 당시 선릉~수서 연장 구간은 1998년에, 왕십리~선릉 연장 구간은 2002년에 완공 및 개통될 예정이었으나, 1995년 선릉역~수서역 구간 연장 공사가 시작될 당시 왕십리~선릉 구간 공사는 무기한 연기되었다. 이후 선릉~수서 구간은 2003년 9월 3일에 개통되었고, 무기한 연기되었던 왕십리~선릉 구간은 광역철도로 지정되어 2004년 하반기가 되어서야 뒤늦게 착공하여 2012년 10월 6일에 개통되었다. 이렇게 연장 개통된 구간은 서울 강북지역과 강남지역의 연계성을 강화하고 중앙선, 2호선, 5호선, 7호선과의 연계도 확충되었으며, 이후에는 선정릉역에서도 2015년 3월 28일에 연장 개통된 9호선 2단계 신논현~종합운동장 구간 환승이 가능해졌다.
위의 구간과 별개로 성남시 분당구 남쪽의 용인시 지역의 택지개발에 따른 교통망을 확충하며, 추후에 수인선과의 직결 운행 시기를 염두에 두고, 오리역에서 용인시 수지구, 기흥구(당시 수지읍, 구성읍, 기흥읍) 일대를 거쳐 경부선 수원역까지 이어지는 노선 연장이 계획되었으며, 이 구간에는 급행열차 운행에 대비하여 일부 역에 대피선이 설치되었다. 오리~수원 연장 구간 중 보정역은 2004년 11월 26일에, 죽전역은 2007년 12월 24일에 개통되었으며, 죽전~기흥 구간은 용인 경전철 환승 편의를 위하여 2011년 12월 28일에 개통되었다. 이 때 경원대역이 가천대역으로 역명이 변경되었고, 보정역은 분당차량기지 내 지상 임시역에서 지하 정식역으로 이전되어 승격되었다. 기흥~망포 구간은 2012년 12월 1일에 개통, 망포~수원 구간은 2013년 11월 30일에 개통되었으며, 2018년 12월 31일 경원선 일부 구간 직결로 왕십리~청량리 구간이 연장되었다.
왕십리 - 청량리 구간은 지역구 민주통합당 민병두 국회의원의 공약으로 추진된 사항으로서, 2017년 10월 설계 용역 착수 이후에 2018년 8월 개통을 목표로 사업을 추진하기로 하였다고 더불어민주당 안규백 국회의원이 2017년 9월 27일에 발표하였다. 청량리역에서는 2018년 12월 31일부터 평일에 한하여 분당선 열차가 1일 18회 운행되었다.
2020년 9월 12일부터 수인선과 직결 운행하여 청량리역에서 왕십리역ᆞ수원역ᆞ오이도역을 거쳐 인천역까지 이르는 구간이 하나의 노선으로 통합되어, 수인분당선 계통으로 직결 운행이 시행되었고, 치안 서비스는 대한민국 국토교통부 산하의 철도특별사법경찰대에서 전담하므로, 관할 사무소는 수서역, 수원역에 있다.

## 연혁
- 1989년 11월 2일: 선릉 - 왕십리 구간 실시 설계.
- 1990년 2월 26일: 수서 - 오리 구간 착공.
- 1992년 6월~11월: 오리 - 수원 구간 타당성조사 (서울대학교 공학연구소)
- 1992년 12월 23일: 선릉 - 왕십리 구간 무기 연기.
- 1994년 9월 1일: 수서 - 오리 구간 개통 및 수서역 환승 개통, 수도권 전철 3호선.
- 1995년 3월 29일: 수서 - 선릉 구간 착공.
- 1996년 11월 23일: 복정역 개통 및 서울 지하철 8호선 환승 개통 (모란역 포함).
- 1998년 7월 11일: 수서 - 선릉 구간 건설 실시계획 승인.[3]
- 2000년 9월~2001년 10월 23일 : 오리 - 수원 구간 기본 설계.
- 2001년 12월 ~ : 오리 - 수원 구간 노반 실시 설계.
- 2002년: 국회에 대모산입구~수서 사이에 탄천역 추가를 요청했지만 거절.
- 2002년 9월 16일: 오리 - 죽전 구간 착공.
- 2002년 9월 25일: 성남시의 행정구역 변경에 따라 초림역과 백궁역을 각각 수내역, 정자역으로 역명 변경.
- 2002년 11월 22일: 죽전역 지상화 결정.
- 2003년 5월 20일: 선릉 - 강남구청 구간 착공.
- 2003년 6월: 죽전임시역(보정역) 타당성 조사 통과, 설치 결정.
- 2003년 7월: 용인시 구간의 추가역 2개 신설 결정 (현 보정역과 신갈역으로, 기존 계획에 없음).
- 2003년 8월: 죽전역 노반 공사 착공.
- 2003년 9월 3일: 수서 - 선릉 구간 개통.
- 2004년 1월 16일: 야탑 - 서현 구간에 이매역 개통.
- 2004년 9월 24일: 구룡역 개통.
- 2004년 10월 1일: 강남구청 - 왕십리 구간 착공.
- 2004년 10월 14일: 죽전 - 기흥 구간 착공.
- 2004년 11월 26일: 경기도 용인시 구성읍 보정리 (현 기흥구 보정동)에 보정역을 임시역 형태로 개통.[4]
- 2006년 12월 22일: 기흥 - 수원 구간 착공.
- 2007년 12월 24일: 오리 - 죽전 구간 개통.
- 2011년 10월 28일: 신분당선 개통과 함께 정자역 환승 개통.
- 2011년 12월 28일: 죽전 - 기흥 구간 개통, 경원대역이 가천대역으로 역명 변경, 보정임시역 폐쇄.
- 2012년 10월 6일: 선릉 - 왕십리 구간 개통.
- 2012년 12월 1일: 기흥 - 망포 구간 개통.
- 2013년 4월 26일: 용인 경전철 개통과 함께 기흥역 환승 개통.
- 2013년 11월 30일: 망포 - 수원 구간 개통과 동시에 급행 열차 운행개시.
- 2014년 1월 9일: 기흥역 환승 통로 개통(용인 경전철과 연결).
- 2014년 9월 20일: 용인 경전철 연락운송 체계로의 편입(별도 추가 운임 200원) 및 통합환승할인 적용.
- 2015년 3월 28일: 서울 지하철 9호선 개통과 함께 선정릉역 환승 개통.
- 2016년 9월 24일: 경강선 개통과 함께 이매역 환승 개통.
- 2016년 12월 9일: 수서고속철도 개통으로 수서역 환승 개통.
- 2018년 4월 28일: 신분당선 미금역 환승 개통.
- 2018년 10월 2일~11월 30일: 왕십리 - 청량리 구간 연장을 위한 선로 개량 공사로 열차 운행 시간 일부 조정(~2018년 10월 21일.) 및 선로 및 시설 개량 공사.
- 2018년 12월 31일: 왕십리 - 청량리 구간 개통. (평일 일부 시간에만 청량리까지 운행)[5]
- 2019년 4월 17일: 철도 노선번호 변경에 따라 318로 변경[6]
- 2020년 9월 12일: 수원역에서 수도권 전철 수인선과의 직결 운행 개시로 수도권 전철 분당선은 직결되는 수인선과 통합되어 최종적으로 수도권 전철 수인·분당선에 편입됨.
- 2024년 3월 30일: GTX-A 수서역 환승 개통.
- 2024년 6월 29일: GTX-A 개통과 함께 구성 환승 개통.

## 역 목록
● : 급행 정차 ｜ : 급행 미정차
| 역 번호                            | 역명                    | 로마자 역명                                 | 한자 역명              | 급행                   | 접속 노선                                                                | 역간 거리              | 누적 거리              | 소재지                 | 소재지                 |
| ↑ 경원선 청량리역 방면             | ↑ 경원선 청량리역 방면  | ↑ 경원선 청량리역 방면                      | ↑ 경원선 청량리역 방면 | ↑ 경원선 청량리역 방면 | ↑ 경원선 청량리역 방면                                                   | ↑ 경원선 청량리역 방면 | ↑ 경원선 청량리역 방면 | ↑ 경원선 청량리역 방면 | ↑ 경원선 청량리역 방면 |
| ---------------------------------- | ----------------------- | ------------------------------------------- | ---------------------- | ---------------------- | ------------------------------------------------------------------------ | ---------------------- | ---------------------- | ---------------------- | ---------------------- |
| K210                               | 왕십리(성동구청)        | Wangsimni(Seongdong-Gu Office)              | 往十里                 | 전역 정차              | ● 수도권 전철 경의·중앙선 ● 서울 지하철 2호선 ● 수도권 전철 5호선 경원선 | -                      | 2.4                    | 서울특별시             | 성동구                 |
| K211                               | 서울숲(SM타운)          | Seoul Forest(SMTOWN)                        |                        | 전역 정차              |                                                                          | 2.2                    | 2.2                    | 서울특별시             | 성동구                 |
| K212                               | 압구정로데오            | Apgujeongrodeo                              |                        | 전역 정차              |                                                                          | 1.9                    | 4.1                    | 서울특별시             | 강남구                 |
| K213                               | 강남구청                | Gangnam-gu Office                           | 江南區廳               | 전역 정차              | ● 서울 지하철 7호선                                                      | 1.2                    | 5.3                    | 서울특별시             | 강남구                 |
| K214                               | 선정릉                  | Seonjeongneung                              | 宣靖陵                 | 전역 정차              | ● 서울 지하철 9호선                                                      | 0.7                    | 6.0                    | 서울특별시             | 강남구                 |
| K215                               | 선릉(애큐온저축은행)    | Seolleung(Acuon Savings Bank)               | 宣陵                   | 전역 정차              | ● 서울 지하철 2호선                                                      | 0.7                    | 6.7                    | 서울특별시             | 강남구                 |
| K216                               | 한티                    | Hanti                                       |                        | 전역 정차              |                                                                          | 1.0                    | 7.7                    | 서울특별시             | 강남구                 |
| K217                               | 도곡                    | Dogok                                       | 道谷                   | 전역 정차              | ● 수도권 전철 3호선                                                      | 0.7                    | 8.4                    | 서울특별시             | 강남구                 |
| K218                               | 구룡                    | Guryong                                     | 九龍                   | 전역 정차              |                                                                          | 0.6                    | 9.0                    | 서울특별시             | 강남구                 |
| K219                               | 개포동                  | Gaepo-dong                                  | 開浦洞                 | 전역 정차              |                                                                          | 0.7                    | 9.7                    | 서울특별시             | 강남구                 |
| K220                               | 대모산입구              | Daemosan                                    | 大母山入口             | 전역 정차              |                                                                          | 0.6                    | 10.3                   | 서울특별시             | 강남구                 |
| K221                               | 수서                    | Suseo                                       | 水西                   | 전역 정차              | ● 수도권 전철 3호선 🚅 수서고속철도 ● 수도권 광역급행철도 A노선          | 3.0                    | 13.3                   | 서울특별시             | 강남구                 |
| K222                               | 복정(동서울대학교)      | Bokjeong(Dongseouldaehaqgyo)                | 福井(東서울大學校)     | 전역 정차              | ● 수도권 전철 8호선                                                      | 3.2                    | 16.5                   | 서울특별시             | 송파구                 |
| K223                               | 가천대                  | Gachon Univ.                                | 嘉泉大                 | 전역 정차              |                                                                          | 2.4                    | 18.9                   | 경기도                 | 성남시 수정구          |
| K224                               | 태평                    | Taepyeong                                   | 太平                   | 전역 정차              |                                                                          | 1.0                    | 19.9                   | 경기도                 | 성남시 수정구          |
| K225                               | 모란                    | Moran                                       | 牡丹                   | 전역 정차              | ● 수도권 전철 8호선                                                      | 0.9                    | 20.8                   | 경기도                 | 성남시 중원구          |
| K226                               | 야탑                    | Yatap                                       | 野塔                   | 전역 정차              |                                                                          | 2.3                    | 23.1                   | 경기도                 | 성남시 분당구          |
| K227                               | 이매 (성남아트센터)     | Imae (Seongnam Art Center)                  | 二梅                   | 전역 정차              | ● 수도권 전철 경강선                                                     | 1.7                    | 24.8                   | 경기도                 | 성남시 분당구          |
| K228                               | 서현 (페퍼저축은행)     | Seohyeon (Pepper Savings Bank)              | 書峴                   | 전역 정차              |                                                                          | 1.4                    | 26.2                   | 경기도                 | 성남시 분당구          |
| K229                               | 수내 (한국잡월드)       | Sunae (Korea JobWorld)                      | 藪內                   | 전역 정차              |                                                                          | 1.1                    | 27.3                   | 경기도                 | 성남시 분당구          |
| K230                               | 정자                    | Jeongja                                     | 亭子                   | 전역 정차              | ● 신분당선                                                               | 1.6                    | 28.9                   | 경기도                 | 성남시 분당구          |
| K231                               | 미금(분당서울대병원)    | Migeum (Seoul Nat'l Univ. Bundang Hospital) | 美金                   | 전역 정차              | ● 신분당선                                                               | 1.8                    | 30.7                   | 경기도                 | 성남시 분당구          |
| K232                               | 오리                    | Ori                                         | 梧里                   | 전역 정차              |                                                                          | 1.1                    | 31.8                   | 경기도                 | 성남시 분당구          |
| K233                               | 죽전 (단국대)           | Jukjeon (Dankook Univ.)                     | 竹田                   | ●                      |                                                                          | 1.8                    | 33.6                   | 경기도                 | 용인시 수지구          |
| K234                               | 보정                    | Bojeong                                     | 寶亭                   | ｜                     |                                                                          | 1.3                    | 34.9                   | 경기도                 | 용인시 기흥구          |
| K235                               | 구성                    | Guseong                                     | 駒城                   | ｜                     | ● 수도권 광역급행철도 A노선                                              | 1.6                    | 36.5                   | 경기도                 | 용인시 기흥구          |
| K236                               | 신갈                    | Singal                                      | 新葛                   | ｜                     |                                                                          | 1.6                    | 38.1                   | 경기도                 | 용인시 기흥구          |
| K237                               | 기흥 (백남준아트센터)   | Giheung (Nam June Paik Art Center)          | 器興                   | ●                      | ● 용인 경전철                                                            | 1.4                    | 39.5                   | 경기도                 | 용인시 기흥구          |
| K238                               | 상갈(루터대학교)        | Sanggal (Lutherdaehaqgyo)                   | 上葛                   | ｜                     |                                                                          | 1.9                    | 41.4                   | 경기도                 | 용인시 기흥구          |
| K239                               | 청명                    | Cheongmyeong                                | 淸明                   | ｜                     |                                                                          | 2.8                    | 44.2                   | 경기도                 | 수원시 영통구          |
| K240                               | 영통 (경희대앞)         | Yeongtong (Kyungheedae Ap)                  | 靈通                   | ｜                     |                                                                          | 1.1                    | 45.3                   | 경기도                 | 수원시 영통구          |
| K241                               | 망포                    | Mangpo                                      | 網浦                   | ●                      |                                                                          | 1.5                    | 46.8                   | 경기도                 | 수원시 영통구          |
| K242                               | 매탄권선                | Maetan Gwonseon                             | 梅灘勸善               | ｜                     |                                                                          | 1.8                    | 48.6                   | 경기도                 | 수원시 영통구          |
| K243                               | 수원시청 (경기아트센터) | Suwon City Hall (Gyeonggi Art Center)       | 水原市廳               | ●                      |                                                                          | 1.4                    | 50.0                   | 경기도                 | 수원시 권선구          |
| K244                               | 매교                    | Maegyo                                      | 梅橋                   | ｜                     |                                                                          | 1.4                    | 51.4                   | 경기도                 | 수원시 팔달구          |
| K245                               | 수원                    | Suwon                                       | 水原                   | ●                      | ● 수도권 전철 1호선 경부선                                               | 1.5                    | 52.9                   | 경기도                 | 수원시 팔달구          |
| ↓ 수인선 직결 (수인선 인천역 방면) |                         |                                             |                        |                        |                                                                          |                        |                        |                        |                        |

## 운영

### 운행
상행은 죽전행ᆞ왕십리행ᆞ청량리행이 있으며, 하행은 죽전행ᆞ수원행이 있다. 현재 운행 계통은 다음과 같다.
- 총 운행횟수: 평일 : 352회 (급행 12회 포함), 주말, 공휴일 : 280회
  - 왕십리 - 수원: 평일 : 194회, 주말, 공휴일 : 142회
  - 왕십리 - 수원 (급행): 평일 : 12회
  - 왕십리 - 죽전: 평일 : 136회, 주말, 공휴일 : 132회
  - 죽전 - 수원: 평일 : 18회, 주말, 공휴일 : 6회
  - 청량리 - 수원: 평일 : 18회  주말, 휴일,공휴일 : 1회
  - 청량리 - 죽전: 평일 : 4회, 주말.공휴일 4회

심야 막차 시간대에 중간역에 주박하는 열차는 없으며, 대부분의 상행 열차는 왕십리역에서 종착하며, 왕십리행 상행 막차 4편성은 왕십리역에서 주박한다, 죽전 종착 후 차량기지에 입고하는 편성만 있다. 수원역에서 출발하는 급행열차는 평일 출근 시간에만 4회, 평일 퇴근시간에만 2회 운행되며 수원역ᆞ수원시청ᆞ망포ᆞ기흥ᆞ죽전에만 정차하고 죽전부터 왕십리까지는 모든 역에 내린다. 왕십리에서 출발하는 급행 열차는 평일 출근 시간에만 2회, 평일 퇴근시간에만 4회 운행되며 왕십리부터 죽전까지는 모든 역에 정차하고 죽전부터는 기흥ᆞ망포ᆞ수원시청ᆞ 수원역에 정차 한다. 승강장은 청량리역~왕십리역, 선릉역~오리역 구간은 10량, 이 외의 나머지 모든 구간은 8량을 기준으로 건설되었으나, 현재 분당선의 모든 전동차들은 6량 1편성으로 운행하고 있다. 2020년 9월부터 수인선과 상호 직결 운행될 예정으로서, 청량리 ~ 수원 ~ 인천 구간에 걸치는 간선 광역 철도 수인ᆞ분당선이 완성된다. 미래에 대모산입구역ᆞ수서역ᆞ야탑역 등에 대피선 설치 및 시설개량 계획도 있으며, 급행열차 운행을 30분 간격으로 대폭 확대하여 운행할 방침이다.

### 차량
- 한국철도공사 351000호대 전동차

## 논란

### 소음 문제
수도권 전철 분당선은 1994년 최초 개통당시부터 30년이 경과한 현재까지도 소음으로 인한 문제와 이에 대한 논란이 있는데, 원인은 다음과 같다.
- 분당선은 노선의 특성상 곡선반경 250m 이내의 곡선과 하저터널에 의한 급구배 구간이 잦고 지상 구간을 제외한 모든 지하 구간이 콘크리트 도상으로 되어 있어 상대적으로 주행소음의 난반사가 심해 특정 구간의 주행소음은 한국철도공사 광역철도 전 구간을 통틀어 최고를 기록하고 있다. 이에 대하여 한국철도공사 측에선 방음 패드 사용 등의 대책을 세우고 있다.

- 설계 당시 지하 구간에서 자갈 대신 콘크리트 도상을 사용한 것도 소음 문제의 원인이다. 분당선의 경우 지상 구간은 왕십리~청량리, 오리~보정 구간 뿐이고, 나머지 대부분의 구간은 지하로 주행한다. 자갈 도상의 경우 자갈 사이의 빈 공간을 통해 소음을 흡수할 수 있지만, 콘크리트 도상은 소음이 잘 반사된다. 따라서 직선 주로에선 큰 문제가 없지만, 곡선 주로에서는 엄청난 소음이 나게 된다. 심지어 소음 수치가 무려 85데시벨을 넘어가는 곡선 구간도 있다.

- 극심한 소음 문제를 해결하기 위해서, 한국철도공사는 일부 전동차의 주변환장치 VVVF 인버터를 도시바제 GTO에서 우진산전제 IGBT로 교체하고, 신규 전동차까지 도입했음에도 불구하고 소음 문제가 여전히 심각하다.

### 수요예측 및 안전성 문제
분당선, 일산선, 과천선 등 신도시 전철의 적자가 누적되어 수요 예측에 문제가 있었다는 지적이 제기되었다. 1997년 당시 철도청(현 한국철도공사)이 운행하는 과천선, 분당선, 일산선 등의 적자 규모는 각각 223억 3700만원, 188억 5000만원, 124억 4400만원이었다.
또한, 지난 2001년 9월부터, 대규모 인력 감축에 의한 구조조정의 일환으로, 기관사 단독으로 승무하는 1인 승무 제도가 분당선에서 최초로 도입되었다.  열차 자동 운전 시스템(ATO)을 갖춘 서울이나 부산, 대구, 인천 도시철도의 경우, 크고 작은 사고가 한해 평균 10건씩 일어나는데, 시민 단체 일각에선, 안전성 문제 때문에, 논란의 소지가 많다는 지적이 있다.

### 서울 도심 접근 문제
분당선은 초창기 개통 당시 경기도 성남시에서 서울특별시로 빠르고 쉽게 접근하기 위하여 계획된 광역철도이다. 이러한 목적에 따라 분당선은 분당에서 왕십리 사이의 전 구간을 동시에 개통하기로 계획되어 있었다. 그러나 여러 가지 사정으로 인하여 처음에 수서역까지 부분적으로 개통하면서 문제가 시작되었다.
개통 초기에는 분당선의 출발역이자 3호선의 종착역이었던 수서역에서만, 3호선으로의 환승을 통하여 서울에 접근할 수 있었다. 그러나 일부 시민들은 수서역에서 환승 없이 곧바로 서울로 갈 수 있는 것으로 오해하였다. 당시 서울 강남, 경기도 분당, 죽전신도시 아파트 분양 광고에서도 이와 같이 입주 예정자들을 속이기도 하였다. 그 이유는 당시 노선도 중 일부에서 3호선과 분당선을 안내할 때 동일한 고유색인 주황색을 사용하였기 때문이다. 그러나 실제로는 분당선과 3호선은 환승만 가능하였기 때문에, 시민들은 여전히 불편과 혼란을 겪어야 하였다. 이러한 오해는 분당선이 2003년에 2호선 선릉역까지 연장 개통 전 및 2004년에 2호선 선릉역까지 연장 개통 후까지도 계속되었다.
이후 1996년에 8호선이 개통되어, 복정역에서 8호선으로 갈아탈 수 있게 되어 승객이 다소 늘어났다. 그러나 분당 지역에서 서울로 빠르고 쉽게 접근한다는 본래의 목적을 이루기에는 부족하였다. 그 이후로도 여러 가지 사정 때문에 연장 구간마저 개통이 지연되었다. 또한 당초 노선 자체가 우회하도록 설계되어 있어 분당 지역과 서울 강북의 도심 지역을 단시간으로 연결될 수 없도록 되어 있었다. 이렇게 되자 광역버스를 이용하는 것이 분당 지역에서 서울 도심으로 접근할 때 분당선을 이용하는 것보다 시간면에서 훨씬 유리하게 되었다. 이러한 문제를 해결하기 위해 신분당선이 2011년에 개통되었다.

### 분당선 역사 추가 건설 문제

#### 도곡~수서구간
당초 수서역에서 선릉역까지의 구간은, 서울 강남구 일원동과 개포동 일원에 1개 역만 건설하기로 계획되어 있다. 이 지역은 상업 지역도 아닌데다 집객 효과를 유발할만한 요소도 없다고 판단되었기 때문이다.
그러나 교통영향평가에서 이 구간에 역을 1개 정도 추가로 건설해도 큰 문제가 없다고 발표하자, 강남구 측에서 역을 추가할 것을 요구하였다. 그리고 당시 철도청(현 한국철도공사)이 주민들의 요구를 받아들임으로써 문제가 제기되었다.
결국 수서역과 도곡역 사이의 구간에는 대모산입구역, 개포동역, 구룡역을 신설하기로 최종적으로 정해졌고, 수서역~선릉역 구간의 공사는 예산 재원 확보 문제로 장기간 동안 지연되어 대모산입구역과 개포동역에서만 영업을 시작한 상태에서 개통할 수 밖에 없었다. 구룡역은 1년이 지나서야 완공되어 영업을 시작하였다. 역명은 구룡산이 인근에 있어 붙여졌다. 역 주변에 구룡중학교, 한국외국인학교, 개포고등학교 등이 있다.
신설된 3개 역은 서로간의 거리가 매우 가까워서, 앞뒤 역에 정차한 열차의 모습이 보이기도 하고, 역 안에 게시된 주변 지역 안내도에도 3개 역이 동시에 표시될 정도다. 이에 따라서 열차의 표정 속도도 수서역과 보정역 사이의 구간 (39.5km/h)에 비하여 약 6km/h가 낮은 33.0km/h이다. 이는 구룡역 부근에서 선형이 직각에 가깝게 틀어지므로, 열차가 속도를 낮추어 운전하여야 하기 때문이기도 하다. 또한 2006년 기준으로 3개 역 중 가장 많은 1일 이용객을 가진 개포동역보다 이용객수가 적은 역은 대모산입구역과 구룡역을 제외하고는 35곳밖에 불과하다.
이 때문에 시간과 에너지, 세금 등의 여러 가지 측면에서 낭비가 심하다는 비판이 있는데, 이는 역간 소요 시간이 매우 짧고, 3개 역 사이의 구간에 대체 교통 수단이 충분히 있으며, 지역 주민들의 이기심 (핌피, PIMFY) 때문에 세워졌음에도 불구하고 이용하는 사람이 매우 적다는 현실이 반영된 것이다.

#### 야탑~서현구간
분당선의 2단계 연장 구간 공사가 진행될 당시, 성남시 분당구 이매동 주민들이 서현역과 야탑역의 역간 거리가 멀어 분당선 이용에 불편사항이 많다는 이유를 들어 역 신설을 지속적으로 요구한 결과, 철도청(현 한국철도공사) 측에서는 이 점을 고려하여 요구를 흔쾌히 받아들여, 이매역을 2000년 3월 착공하여 2004년 1월 16일 개통시켰다. 분당선 2단계 구간 건설시와 같은 공법으로 건설되었기 때문에, 이매역 역시 선릉~수서 구간 역사와 비슷한 형태를 갖는다.
성남시에서도 성남시청 신청사 이전 건립 전부터 모란 - 야탑 2.3km 구간에 여러 차례 역사 유치를 위해 관련 기관과 업무 협의를 하였으나, 종단기울기 및 터널공법구간 등의 기술적인 문제로 역사 추가 설치가 어렵다는 의견으로 무산되었고, 실제로도 해당 구간은 절연 구간이다.

#### 분당차량기지내보정역건설

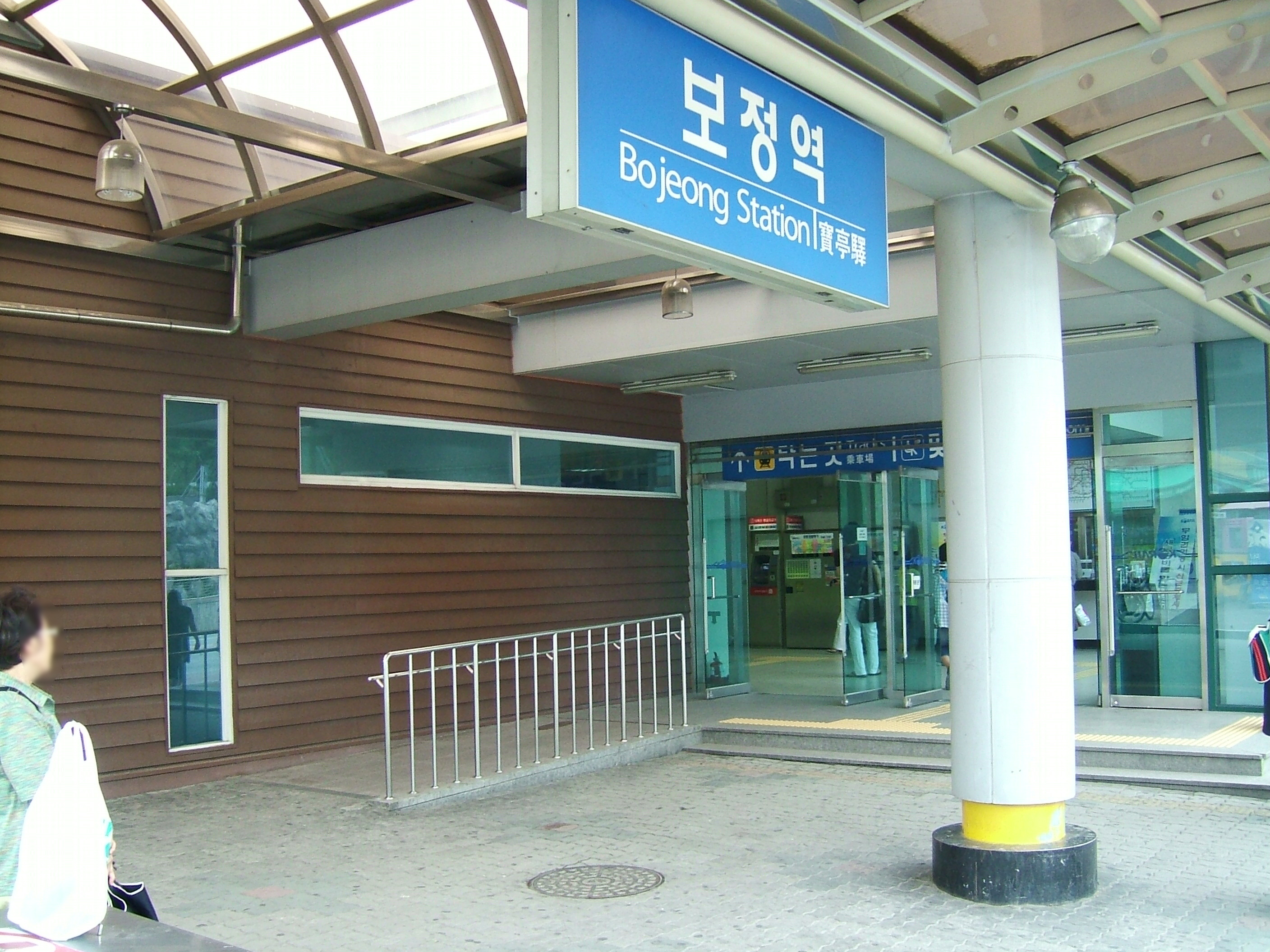
분당차량사업소 내 건설된 보정임시역사.

당시 종착역이었던 오리역과 분당차량기지 간의 거리가 약 2.3km 정도로 꽤 멀리 떨어져 있어서, 오리역에 종착한 후 분당차량기지까지 2.3km를승객 없이 주행하는 전동차를 바로 눈앞에 두고도 오리역까지의 거리가 아주 멀어 분당선 이용에 불편을 호소하던 인근 용인시 구성읍 보정리 (현 기흥구 보정동) 주민들의 민원으로 인해 차량기지 내에 역사를 건설할 계획이 당초에는 없으나, 풍덕천사거리 인근에 건설될 죽전역을 대신하여 용인시에서 총 54억원의 건설 비용 중 49억 5천여 만원을 부담하여 보정역 임시 승강장을 설치하여 영업하게 되었다. 당초 보정역은 죽전역이 개통되면 폐지될 예정이었고, 인근 주민들의 요구로 존치되어 계획보다 오래 영업하였으나, 분당차량기지는 2011년 10월 28일에 개통된 신분당선 전동차까지 임시로 수용하여야 하는 등의 문제로 인하여 기지 내 용량 확대를 위해 기흥역 구간 연장 개통과 함께 임시 역사를 폐쇄하고 기흥역 연장 개통과 동시에 지하로 보정역을 이전하였다.

### 추가 연장 문제
- 왕십리 - 상계 구간으로 개통될 예정인 경전철 동북선을 중전철로 건설하여 분당선과 직결시키자는 주장이 지역사회에서 나왔으나[16], 실현되지 않았다.

### 부실 공사 문제
분당선의 오리 - 수서 구간은 1990년에 착공되어 4년 뒤인 1994년에 완공되었다. 전 구간이 지하로 건설되었고 그만큼 엄격한 관리가 필요하였다. 하지만 철도청에서 엄격한 관리를 하지 않았고, 이 때문에 특정 구간에서 부실 공사가 진행되어 문제가 되었다. 당시 일산선, 과천선 등에서도 이와 같은 문제가 발견된 적이 있다.
첫 번째 문제는 시공사의 터널 숏크리트 부실 시공이다. 마대를 붙이고 시멘트를 덧칠한 바람에 터널 사이의 공간이 많이 벌어져 벽면이 상당히 약해졌고, 곳곳에서 누수 등의 문제가 발생하게 되었다.
두 번째 문제는 철도청의 부실 관리이다. 분당선 건설 당시 다이너마이트를 이용한 발파를 하였다. 발파시에는 경찰이나 기타 화약 전문가들의 엄격한 관리가 필요하였는데, 공사 당시에는 화약이 아무곳에나 방치되었고 전문가가 아닌 일반 건설업자들이 직접 발파 작업까지 하는 등 주먹구구식 관리로 인하여 자칫 대형 사고를 불러올 수도 있다. 이 뿐만 아니라, 건설에 사용될 철근의 길이도 뒤죽박죽이어서 3m 짜리 철근을 사용해야 하는 곳에 2m 철근과 1m 철근을 붙여 사용하는 등의 문제가 있다. 또 측량도 엉터리로 진행하여 일부 구간에서는 터널의 모양이 흐트러져 재시공하기까지 하였다.

#### 콘크리트 침목 문제
2009년 2월 20일 분당선의 2단계 구간에서 궤도 옆부분의 콘크리트에서 심각한 균열이 발생된 것으로 확인되었다. 선릉 - 한티에서만 40개가 넘는 균열이 발생했고, 그중 큰 것은 7m가 넘는 것도 있다. 문제가 발생한 원인은 분당선에 콘크리트 시공법이 처음 시도되어 시행 착오가 있고, 한국철도기술공사에서 잘못된 침목 설계를 했기 때문인 것으로 드러났다. 분당선 구간의 배수구에서 흐르는 물이 침목에 유입되지 않도록 팽창제를 설치했는데, 이 팽창제가 물을 흡수하면서 점점 팽창하여 콘크리트에 균열이 발생한 것이다. 철도시설공단에서는 운행은 문제가 없다며 문제가 생긴 구간에만 긴급 조치를 취해놓은 상태였지만, 아직 안전을 보장할 수 없는 상태다. 분당선은 1단계 구간 공사 당시에도 부실 공사가 행해졌으며, 2단계 구간에서도 역시 문제가 발견되면서, 이후에 연장된 구간에도 이와 같은 일이 발생할 수 있다는 문제가 계속 거론되고 있다.

## 지선 노선
분당선에는 총 1개의 지선 철도가 있다.
| 번호  | 노선 명칭  | 기점   | 종점     | 연장(km) | 비고 |
| ----- | ---------- | ------ | -------- | -------- | ---- |
| 31801 | 분당기지선 | 죽전역 | 분당기지 | 0.8      |      |

### 분당기지선
분당기지선은 죽전역과 분당차량사업소를 연결하는 철도 노선이다. 국토교통부의 한국철도영업거리표 상 노선 번호는 31801이다.
| 역명     | 역간거리 (km) | 영업거리 (km) | 접속 노선 | 소재지 | 소재지        |
| -------- | ------------- | ------------- | --------- | ------ | ------------- |
| 죽전     | 0.0           | 0.0           | 분당선    | 경기도 | 용인시 기흥구 |
| 분당기지 | 0.8           | 0.8           |           | 경기도 | 용인시 기흥구 |

## 승차량 변동
| 구간                     | 2000년   | 2000년   | 2001년   | 2001년   | 2002년   | 2002년   | 2003년   | 2003년   |
| 범주구별                 | 구간총량 | 역당평균 | 구간총량 | 역당평균 | 구간총량 | 역당평균 | 구간총량 | 역당평균 |
| ------------------------ | -------- | -------- | -------- | -------- | -------- | -------- | -------- | -------- |
| 노선 전체                | 85516    | 7774     | 111073   | 10098    | 134545   | 12231    | 214466   | 13404    |
| 분당 지역(오리~야탑)     | 56423    | 9404     | 74811    | 12469    | 93044    | 15507    | 106337   | 17723    |
| 성남 구시가(모란~가천대) | 25931    | 8644     | 31889    | 10630    | 36606    | 12202    | 40810    | 13604    |
| 서울 시계내(복정~수서)   | 3161     | 1581     | 4371     | 2186     | 4894     | 2447     | 67318    | 9617     |

| 구간                      | 2004년   | 2004년   | 2005년   | 2005년   | 2006년   | 2006년   |
| 범주구별                  | 구간총량 | 역당평균 | 구간총량 | 역당평균 | 구간총량 | 역당평균 |
| ------------------------- | -------- | -------- | -------- | -------- | -------- | -------- |
| 노선 전체                 | 166230   | 8749     | 170824   | 8991     | 177452   | 9340     |
| 분당 이남 지역(보정~야탑) | 101302   | 12663    | 103718   | 12965    | 107390   | 13424    |
| 성남 구시가(모란~가천대)  | 33242    | 11081    | 33248    | 11083    | 34340    | 11447    |
| 서울 시계내(복정~선릉)    | 31686    | 3961     | 33857    | 4232     | 35721    | 4465     |

## 같이 보기
- 분당구
- 대한민국의 도시 철도
- 한국철도공사
- 수도권 전철